# Mostar
Mostar é uma cidade da Bósnia e Herzegovina com cerca de 113.169 habitantes, situada na região da Herzegovina, capital do cantão de Herzegovina-Neretva.
Esta cidade é famosa pela sua ponte velha (século XVI) sobre o rio Neretva, situada na parte velha da cidade, que foi reconstruída em 2004 após a sua destruição em 1993 devido à Guerra da Bósnia sentida na região. A reconstrução e reabertura da ponte é tida para os habitantes de Mostar como um sinal de esperança para o futuro de uma cidade dividida entre croatas e muçulmanos, que têm tido uma relação conturbada ao longo dos tempos. A ponte velha e o centro histórico de Mostar foram classificados como Património Mundial da UNESCO em 2005.
É nesta cidade, que pertence a diocese de Mostar-Duvno, o local das supostas aparições de Nossa Senhora de Međugorje, uma das paróquias dessa diocese. As aparições ocorrem desde 24 de Junho de 1981.

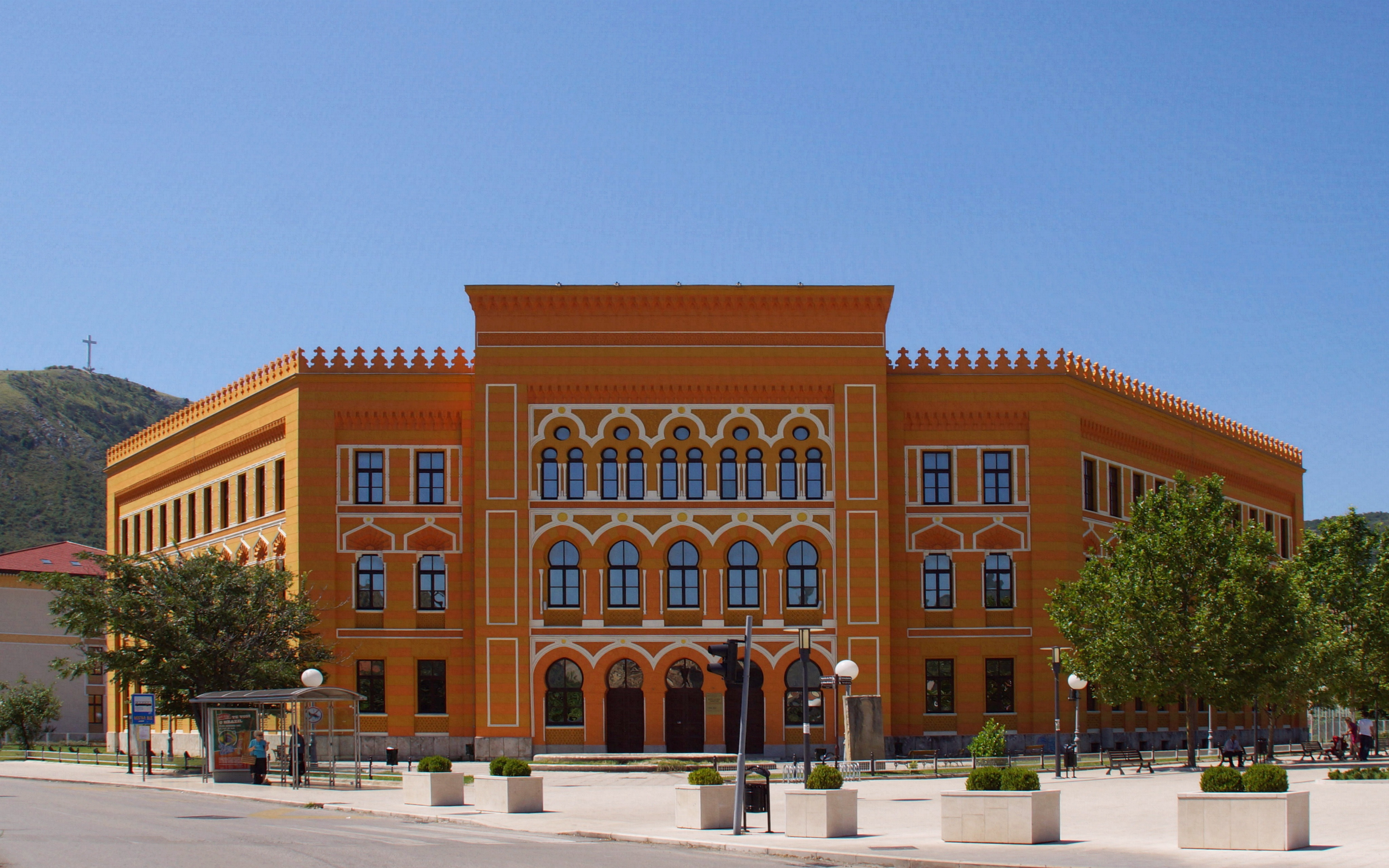
Ensino médio Mostar
construído 1895-1902, neo-moorish.
Monumento Nacional Bósnia e Herzegovina